# Alfonso Escobar
Alfonso Escobar es un exjugador de rugby chileno, que se desempeñó   principalmente en Universidad Católica, aunque su debut fue en Stade Francais.
Con Universidad Católica ganó 14 campeonatos nacionales oficiales entre 1984 y el 2006, siendo considerado el jugador nacional más veces campeón. Además obtuvo cuatro torneos de Apertura, uno de Clausura, entre otros trofeos.
Su trayectoria es indiscutida en su país, ya que, además de salir campeón varias veces con Universidad Católica, fue capitán de la Selección de rugby de Chile, e integrante en una ocasión de la selección Resto del Mundo.